# جون ديل (كاتب)
جون ديل (بالإنجليزية: John Dale)‏ (15 يناير 1953، سيدني في أستراليا)؛ كاتب للأطفال وروائي أسترالي.